# Scotina
Scotina là một chi nhện trong họ Liocranidae.